# Fraktion der Europäischen Volkspartei (Christdemokraten)

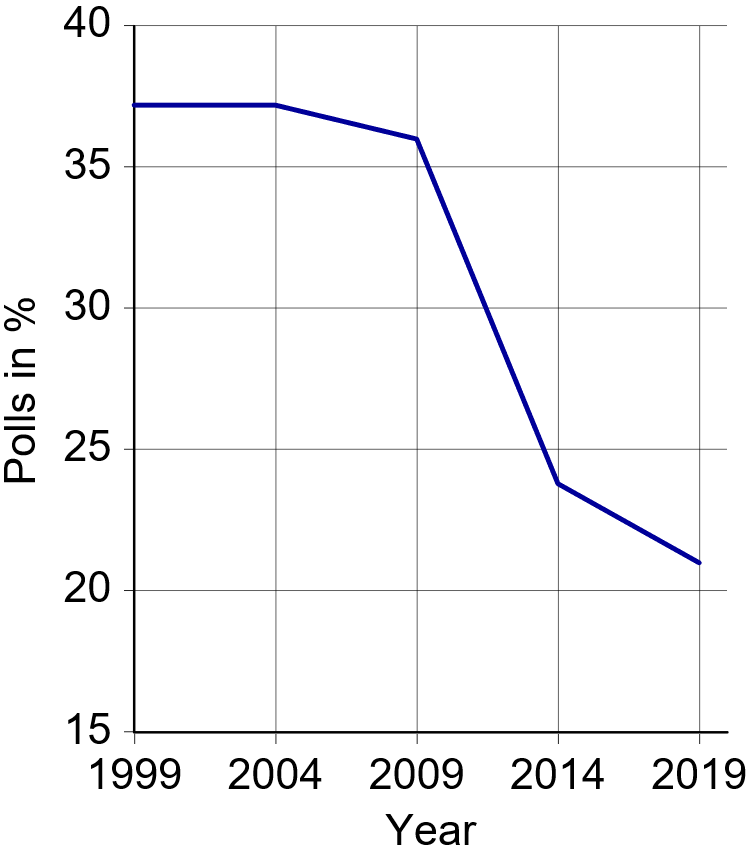
Stimmenanteil der EVP bei den Wahlen zum Eur. Parlament 1999–2019

Länder mit Abgeordneten
in der EVP-Fraktion

Der Fraktion der Europäischen Volkspartei (Christdemokraten) im Europäischen Parlament gehören hauptsächlich die Abgeordneten der Europäischen Volkspartei (EVP) an, einer christdemokratisch-konservativen europäischen Partei. Mit 188 Abgeordneten aus 27 Ländern ist sie die größte Fraktion im Europäischen Parlament (Stand: 25. März 2025).
Die EVP-Fraktion im Europäischen Parlament existierte – zunächst unter dem Namen Christdemokratische Fraktion – seit der Gründung des Parlaments 1952. Von 1992 bis zur Europawahl 2009 gehörten ihr auch die Mitglieder der Europäischen Demokraten, eines konservativen Parteienbündnisses, an; die Fraktion trug daher von 1999 bis 2009 den Namen Fraktion der Europäischen Volkspartei (Christdemokraten) und europäischer Demokraten. 2009 gründeten die Mitgliedsparteien der Europäischen Demokraten jedoch zusammen mit anderen Parteien die neue Fraktion Europäische Konservative und Reformer, sodass die EVP wieder allein eine Fraktion bildete. Allerdings gibt es in der Fraktion weiterhin einige Mitglieder, die auf europäischer Ebene keiner europäischen Partei, also auch nicht der EVP angehören.
Außer im Europäischen Parlament tragen auch Fraktionen in der Parlamentarischen Versammlung des Europarates und im Europäischen Ausschuss der Regionen diesen Namen.

## Mitglieder der Fraktion
| Land         | Partei  | Partei                                                        | Partei         | Abgeordnete | Abgeordnete |
| Land         | Kürzel  | National                                                      | Europa- partei | Anzahl      | Mitglieder |
| ------------ | ------- | ------------------------------------------------------------- | -------------- | ----------- | --- |
| Belgien      | CD&V    | Christen Democratisch en Vlaams                               | EVP            | 2/22        | Wouter Beke, Liesbet Sommen |
| Belgien      | CSP     | Christlich Soziale Partei                                     | EVP B          | 1/22        | Pascal Arimont |
| Bulgarien    | GERB    | Bürger für eine europäische Entwicklung Bulgariens            | EVP            | 4/17        | Andrej Kowatschew, Eva Maydell, Andrej Nowakow, Emil Radew |
| Bulgarien    | SDS     | Sajus na Demokratitschnite Sili                               | EVP            | 1/17        | Ilija Lazarow |
| Bulgarien    | DSB     | Demokraten für ein starkes Bulgarien                          | EVP            | 1/17        | Radan Kanew |
| Dänemark     | KF      | Det Konservative Folkeparti                                   | EVP            | 1/15        | Niels Flemming Hansen |
| Dänemark     | LA      | Liberal Alliance                                              | EVP (I)        | 1/15        | Henrik Dahl |
| Deutschland  | CDU     | Christlich Demokratische Union Deutschlands                   | EVP            | 23/96       | Hildegard Bentele, Stefan Berger, Daniel Caspary, Lena Düpont, Christian Ehler, Michael Gahler, Jens Gieseke, Niclas Herbst, Peter Liese, Norbert Lins, David McAllister, Alexandra Mehnert, Verena Mertens, Dennis Radtke, Oliver Schenk, Christine Schneider, Andreas Schwab, Ralf Seekatz, Sven Simon, Sabine Verheyen, Axel Voss, Marion Walsmann, Andrea Wechsler |
| Deutschland  | CSU     | Christlich-Soziale Union in Bayern                            | EVP            | 6/96        | Christian Doleschal, Markus Ferber, Monika Hohlmeier, Stefan Köhler, Angelika Niebler, Manfred Weber |
| Deutschland  | Familie | Familien-Partei Deutschlands                                  | ECPP           | 1/96        | Niels Geuking |
| Deutschland  | ÖDP     | Ökologisch-Demokratische Partei                               | EFA (I)        | 1/96        | Manuela Ripa |
| Estland      | IRL     | Isamaa ja Res Publica Liit                                    | EVP            | 2/7         | Jüri Ratas, Riho Terras |
| Finnland     | KOK     | Kansallinen Kokoomus-Samlingspartiet                          | EVP            | 4/15        | Mika Aaltola, Aura Salla, Pekka Toveri, Henna Virkkunen (bis 30. November 2024), Sirpa Pietikäinen (seit 1. Dezember 2024) |
| Frankreich   | LR      | Les Républicains                                              | EVP            | 6/81        | François-Xavier Bellamy, Laurent Castillo, Christophe Gomart, Céline Irmart, Isabelle Le Callennec, Nadine Morano |
| Griechenland | ND      | Nea Dimokratia                                                | EVP            | 7/21        | Georgios Aftias, Fredi Beleri, Manolis Kefalogiannis, Vangelis Meimarakis, Eleonora Meleti, Dimitris Tsiodras, Eliza Vozemberg |
| Irland       | FG      | Fine Gael                                                     | EVP            | 4/14        | Nina Carberry, Regina Doherty, Seán Kelly, Maria Walsh |
| Italien      | FI      | Forza Italia                                                  | EVP            | 8/76        | Caterina Chinnici, Marco Falcone, Fulvio Martusciello, Salvatore de Meo, Letizia Moratti, Giuseppina Princi, Massimiliano Salini, Flavio Tosi |
| Italien      | SVP     | Südtiroler Volkspartei                                        | EVP            | 1/76        | Herbert Dorfmann |
| Kroatien     | HDZ     | Hrvatska demokratska zajednica                                | EVP            | 6/12        | Nikolina Brnjac, Sunčana Glavak, Karlo Ressler, Tomislav Sokol, Davor Ivo Stier, Željana Zovko |
| Lettland     | JV      | Jauna Vienotība                                               | EVP            | 2/9         | Valdis Dombrovskis, Sandra Kalniete |
| Litauen      | TS-LKD  | Tėvynės Sąjunga – Lietuvos krikščionys demokratai             | EVP            | 3/11        | Rasa Juknevičienė, Andrius Kubilius (bis 30. November 2024), Paulius Saudargas, Liudas Mažylis (seit 5. Dezember 2024) |
| Luxemburg    | CSV     | Chrëschtlech Sozial Vollekspartei                             | EVP            | 2/6         | Christophe Hansen (bis 30. November 2024), Isabel Wiseler-Lima, Martine Kemp (seit 3. Dezember 2024) |
| Malta        | PN      | Partit Nazzjonalista                                          | EVP            | 3/6         | Peter Agius, David Casa, Roberta Metsola |
| Niederlande  | CDA     | Christen-Democratisch Appèl                                   | EVP            | 3/31        | Tom Berendsen, Ingebor ter Laak, Jeroen Lenaers |
| Niederlande  | BBB     | BoerBurgerBeweging                                            | EVP (I)        | 2/31        | Jessika van Leeuwen, Sander Smit |
| Niederlande  | NSC     | Nieuw Sociaal Contract                                        | EVP (I)        | 1/31        | Dirk Gotink |
| Österreich   | ÖVP     | Österreichische Volkspartei                                   | EVP            | 5/20        | Alexander Bernhuber, Sophia Kircher, Reinhold Lopatka, Lukas Mandl, Angelika Winzig |
| Polen        | PO      | Platforma Obywatelska                                         | EVP            | 17/53       | Bartosz Arłukowicz, Krzysztof Brejza, Borys Budka, Andrzej Buła, Kamila Gasiuk-Pihowicz, Andrzej Halicki, Marcin Kierwiński (bis 25. September 2024), Ewa Kopacz, Janusz Lewandowski, Elżbieta Łukacijewska, Jagna Marczułajtis, Mirosława Nykiel, Jacek Protas, Bartłomiej Sienkiewicz, Michał Szczerba, Marta Wcisło, Bogdan Zdrojewski, Hanna Gronkiewicz-Waltz (seit 10. Oktober 2024) |
| Polen        | PSL     | Polskie Stronnictwo Ludowe                                    | EVP            | 2/53        | Krzysztof Hetman, Adam Jarubas |
| Polen        | iPL     | Inicjatywa Polska                                             | EVP (I)        | 1/53        | Dariusz Joński |
| Polen        | –       | –                                                             | EVP (I)        | 2/53        | Magdalena Adamowicz, Łukasz Kohut |
| Polen        | –       | –                                                             | –              | 1/53        | Michał Wawrykiewicz |
| Portugal     | PSD     | Partido Social Democrata                                      | EVP            | 5/21        | Paulo Cunha, Sérgio Humberto, Paulo Nascimento Cabral, Lídia Pereira, Hélder Sousa Silva |
| Portugal     | CDS-PP  | Centro Democrático e Social – Partido Popular                 | EVP            | 1/21        | Ana Miguel Pedro Soares |
| Portugal     | –       | –                                                             | EVP (I)        | 1/21        | Sebastião Bugalho |
| Rumänien     | UDMR    | Uniunea Democrată a Maghiarilor din România                   | EVP            | 2/33        | Loránt Vincze, Iuliu Winkler |
| Rumänien     | PNL     | Partidul Național Liberal                                     | EVP            | 8/33        | Rareș Bogdan, Daniel Buda, Gheorghe Falcă, Mircea Hava, Dan Motreanu, Siegfried Mureșan, Virgil-Daniel Popescu, Adina Vălean |
| Schweden     | M       | Moderata samlingspartiet                                      | EVP            | 4/21        | Arba Kokalari, Jessica Polfjärd, Tomas Tobé, Jörgen Warborn |
| Schweden     | KD      | Kristdemokraterna                                             | EVP            | 1/21        | Alice Teodorescu |
| Slowakei     | KDH     | Kresťanskodemokratické hnutie                                 | EVP            | 1/15        | Miriam Lexmann |
| Slowenien    | SDS     | Slovenska Demokratska Stranka                                 | EVP            | 4/9         | Branko Grims, Zala Tomašič, Romana Tomc, Milan Zver |
| Slowenien    | NSi     | Nova Slovenija                                                | EVP            | 1/9         | Matej Tonin |
| Spanien      | PP      | Partido Popular                                               | EVP            | 22/61       | Maravillas Abadía Jover, Pablo Arias Echeverría, Isabel Benjumea, Francisco de Borja Giménez Larraz, Pilar del Castillo Vera, Carmen Crespo, Rosa Estaràs Ferragut, Alma Ezcurra, Esteban González Pons, María Esther Herranz García, Raúl de la Hoz Quintano, Antonio López-Istúriz White, Gabriel Mato Adrover, Francisco Millán Mon, Dolors Montserrat, Fernando Navarrete, Elena Nevado del Campo, Nicolás Pascual de la Parte, Susana Solís Pérez, Adrián Vázquez Lázara, Francisco Javier Zarzalejos, Juan Ignacio Zoido |
| Tschechien   | KDU-ČSL | Křesťanská a demokratická unie – Československá strana lidová | EVP            | 1/21        | Tomáš Zdechovský |
| Tschechien   | TOP 09  | TOP 09                                                        | EVP            | 2/21        | Ondřej Kolář, Luděk Niedermayer |
| Tschechien   | STAN    | Starostové a nezávislí                                        | –              | 2/21        | Jan Farský, Danuše Nerudová |
| Ungarn       | TISZA   | Tisztelet és Szabadság Párt                                   | EVP (I)        | 7/21        | Dóra Dávid, Gabriella Gerzsenyi, Kinga Kollár, Eszter Lakos, András Kulja, Péter Magyar, Zoltán Tarr |
| Zypern       | DISY    | Dimokratikos Synagermos                                       | EVP            | 2/6         | Loucas Fourlas, Michalis Hatzipantelas |
| Summe        | Summe   | Summe                                                         | Summe          | 188/720     | |

Mitglieder der Europäischen Volkspartei (183)

Mitglieder der Europäischen Christlichen Politischen Bewegung (1)

Mitglieder der Europäischen Freien Allianz (1)

Parteiunabhängige Mitglieder (3)

### Frühere Legislaturperioden
- Liste der beteiligten Parteien in der 8. Legislaturperiode 2014 bis 2019
- Liste der Mitglieder in der 9. Legislaturperiode 2019 bis 2024

## Geschichte
Vom 10. bis zum 13. September 1952 traf sich zum ersten Mal, im Rahmen der Europäischen Gemeinschaft für Kohle und Stahl (EGKS), eine parlamentarische Versammlung, bestehend aus 78 nationalen Abgeordneten, die von den jeweiligen nationalen Parlamenten gewählt worden waren. Die Christdemokraten stellten in dieser Versammlung 38 Abgeordnete und erreichten damit 48,7 % der Mandate. Am 23. Juni 1953 gründeten sie die Christlich-Demokratische Fraktion, deren erster Vorsitzender der Niederländer Emmanuel Sassen wurde. Der Deutsche Hans Joachim Opitz wurde am 1. Januar 1954 zum ersten Generalsekretär der Fraktion gewählt. Am 11. Mai wurde Alcide De Gasperi, ebenfalls Mitglied der christdemokratischen Fraktion, zum Parlamentspräsidenten gewählt.
Nach der Gründung der Europäischen Volkspartei benannte sich 1979 auch die Fraktion in „Fraktion der EVP“ um. 1992 beschlossen die MEPs der Europäischen Demokraten (vor allem die konservativen Parteien aus Großbritannien und Dänemark sowie einige Mitglieder der französischen UDF), der Fraktion der EVP als assoziierte Mitglieder beizutreten. Diese wuchs dadurch auf 162 Mitglieder an und benannte sich in Fraktion der Europäischen Volkspartei und Europäischer Demokraten (EVP-ED) um. Seit der Europawahl 1999 war sie durchgehend die stärkste Fraktion im Europäischen Parlament. Nach der Europawahl 2009 zerfiel das Bündnis jedoch wieder, sodass die EVP erneut allein eine Fraktion bildete.

## Fraktionsvorsitzende der EVP
| Zeitraum       | Fraktionsvorsitzender | Land        |
| -------------- | --------------------- | ----------- |
| 1953 bis 1958  | Emmanuel Sassen       | Niederlande |
| 1958 bis 1958  | Pierre Wigny          | Belgien     |
| 1958 bis 1966  | Alain Poher           | Frankreich  |
| 1966 bis 1969  | Joseph Illerhaus      | Deutschland |
| 1969 bis 1975  | Hans August Lücker    | Deutschland |
| 1975 bis 1977  | Alfred Bertrand       | Belgien     |
| 1977 bis 1982  | Egon Klepsch          | Deutschland |
| 1982 bis 1984  | Paolo Barbi           | Italien     |
| 1984 bis 1992  | Egon Klepsch          | Deutschland |
| 1992 bis 1994  | Leo Tindemans         | Belgien     |
| 1994 bis 1999  | Wilfried Martens      | Belgien     |
| 1999 bis 2007  | Hans-Gert Pöttering   | Deutschland |
| 2007 bis 2014  | Joseph Daul           | Frankreich  |
| 2014 bis heute | Manfred Weber         | Deutschland |